# 吶喊 (繪畫)
《吶喊》（挪威語：Skrik），或譯稱《尖叫》，通常是指挪威畫家愛德華·孟克在1893年的作品，是表現主義繪畫風格的代表作，表達了強烈的“存在性焦慮”。

## 內容
《吶喊》為挪威表現派畫家愛德華·孟克的代表作之一。畫面的主體是在血紅色映襯下一個極其痛苦的表情，紅色的背景源於1883年印尼喀拉喀托火山爆發，火山灰把天空染紅了。畫中的地點是從厄克貝里山上俯視的奧斯陸峽灣，有人認為該作品反映了現代人被存在主義的焦慮侵擾的意境。
1890年，愛德華·孟克開始著手創作他一生中最重要的系列作品“生命組畫”。這套組畫題材範圍廣泛，以謳歌“生命、愛情和死亡”為基本主題，採用象徵和隱喻的手法，揭示了人類“世紀末”的憂慮與恐懼。而本作《吶喊》，是這套組畫中最為強烈和最富刺激性的一幅，也是他重要代表作品之一。蒙克與在20世紀初興起於德國和奧地利的先鋒派表現主義藝術運動之間同样关系匪浅。紐約新美術館于2016年主持的「蒙克與表現主義展」探討了蒙克與先鋒派表現主義藝術運動之間的關係。儘管展覽著眼於孟克藝術生涯的後期，但仍然為1895年創作的這幅《吶喊》找到了一席之地。
孟克在1892年1月22日的一篇日記中記錄了《吶喊》的靈感來源：「我跟兩個朋友一起迎著落日散步——我感受到一陣憂鬱——突然間，天空變得血紅。我停下腳步，靠著欄桿，累得要死——感覺火紅的天空像鮮血一樣掛在上面，刺向藍黑色的峽灣和城市——我的朋友繼續前進——我則站在那裡焦慮得發抖——我感覺到回蕩在大自然那劇烈而又無盡的吶喊。」
日本有人認為，日記中最後一句指明了，畫題吶喊並不是指畫作中的人物吶喊，而是日記中提到的「回蕩在自然的吶喊」之意，畫作中的人物則是在因自然的吶喊而掩耳戰慄。
《吶喊》中的人物或許是孟克的自畫像，或是在他13歲就去世的姐姐蘇菲（Sophie），亦可能是起自他患有精神疾病的妹妹凱瑟琳（Catherine）。藝術史學家還認為，《吶喊》中的人物或許還有另外一個來源，那就是孟克在1889年巴黎世博會上看到的一具秘魯木乃伊。

## 版本
本作品主要有四個版本，分別是藏於奧斯陸孟克博物館的粉彩版本以及蛋彩版本（蛋彩畫、紙本，83.5×66cm）、藏於奧斯陸國家畫廊的蛋彩版本（蛋彩畫、油畫、粉彩、紙本，91×73.5cm），還有私人收藏的粉彩版本。1895年畫家本人亦曾把作品製成平面印刷以大量複製。國家畫廊和孟克博物館的蛋彩版本先後曾於1994年和2004年被盜去，但之後皆失而復得。

### 各版本與草稿

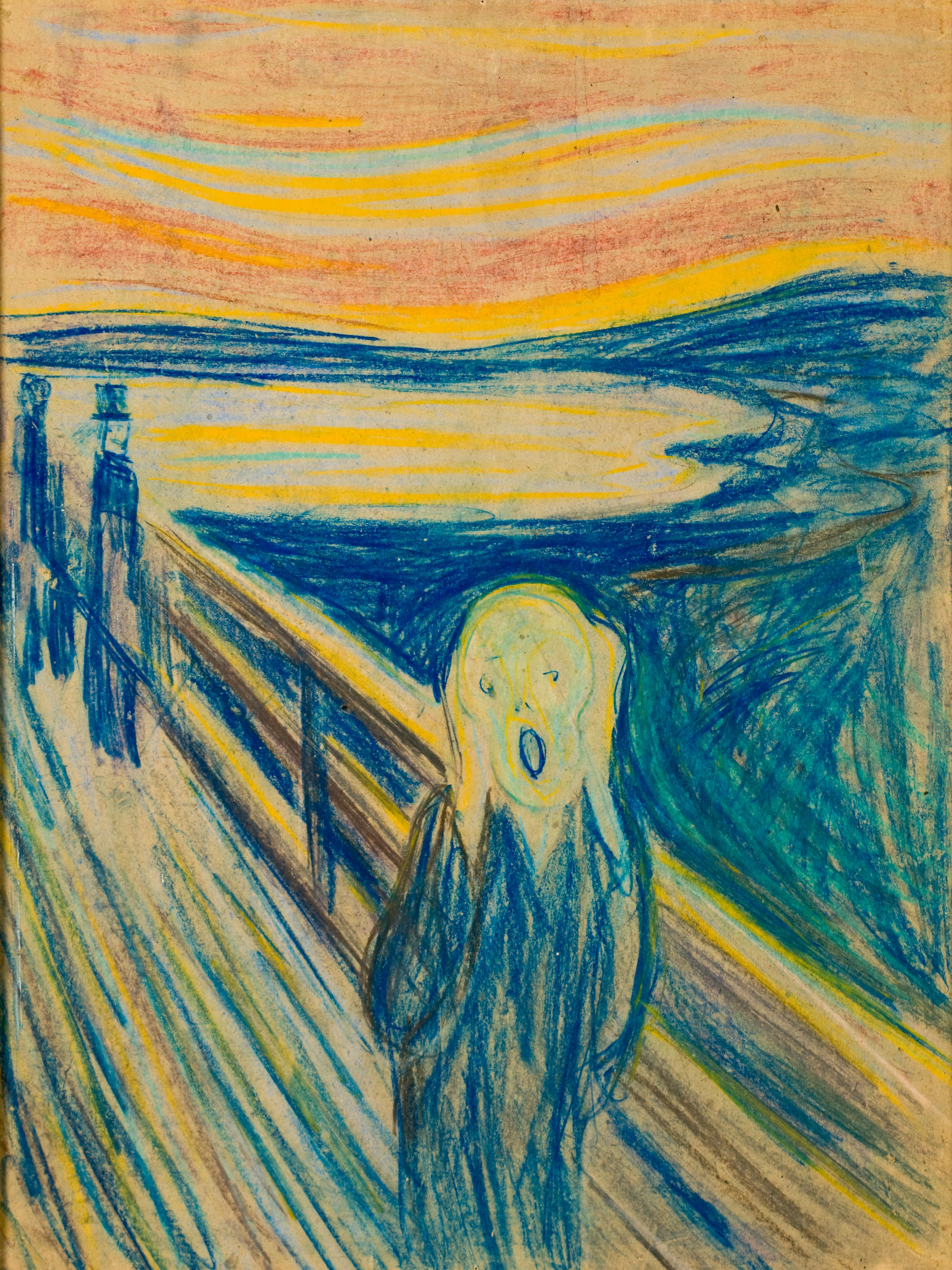
1893年粉彩版，奧斯陸孟克博物館收藏，粉蠟筆草稿，可能是最早的版本
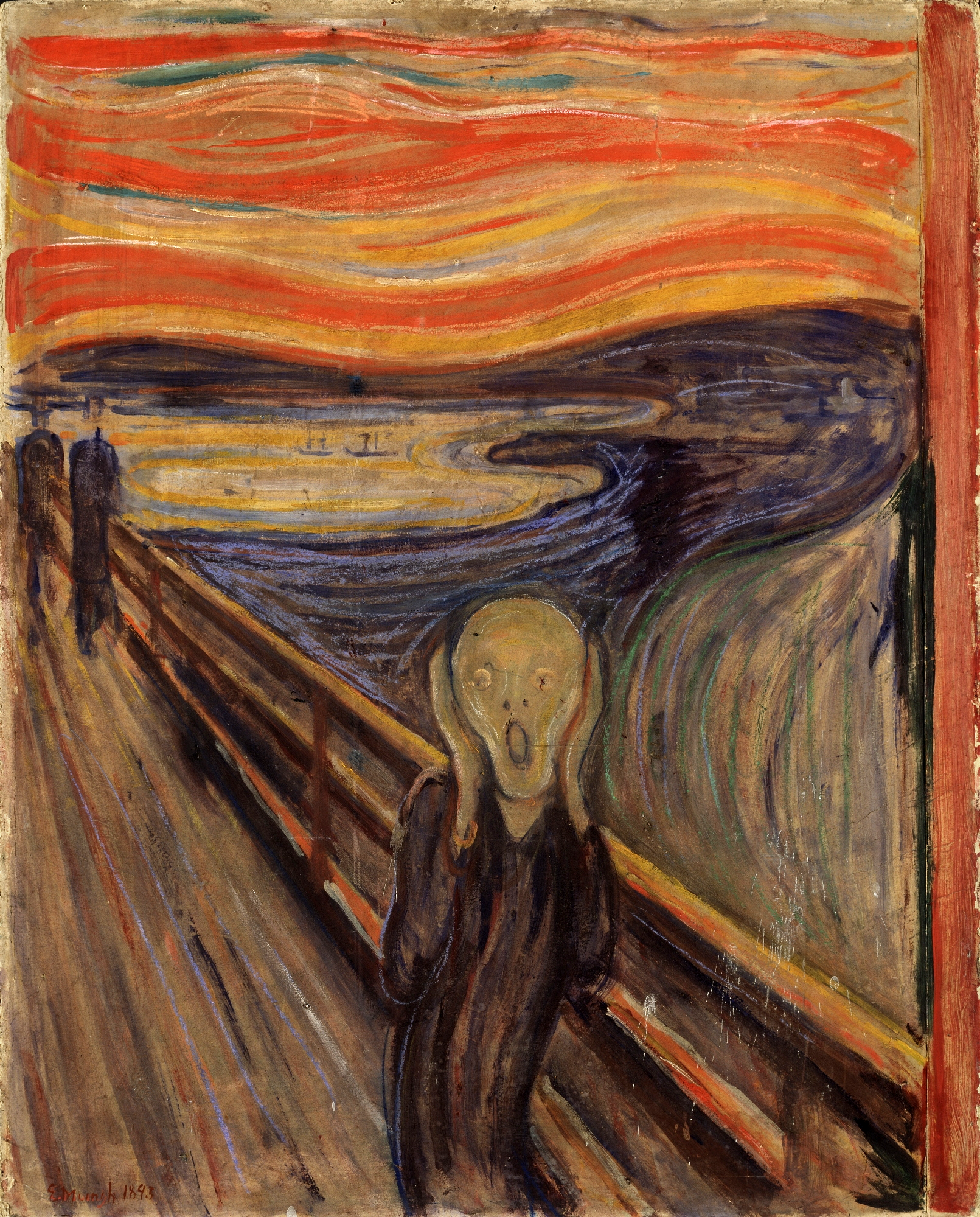
1893年蛋彩版，奧斯陸國家畫廊收藏，是最著名的版本
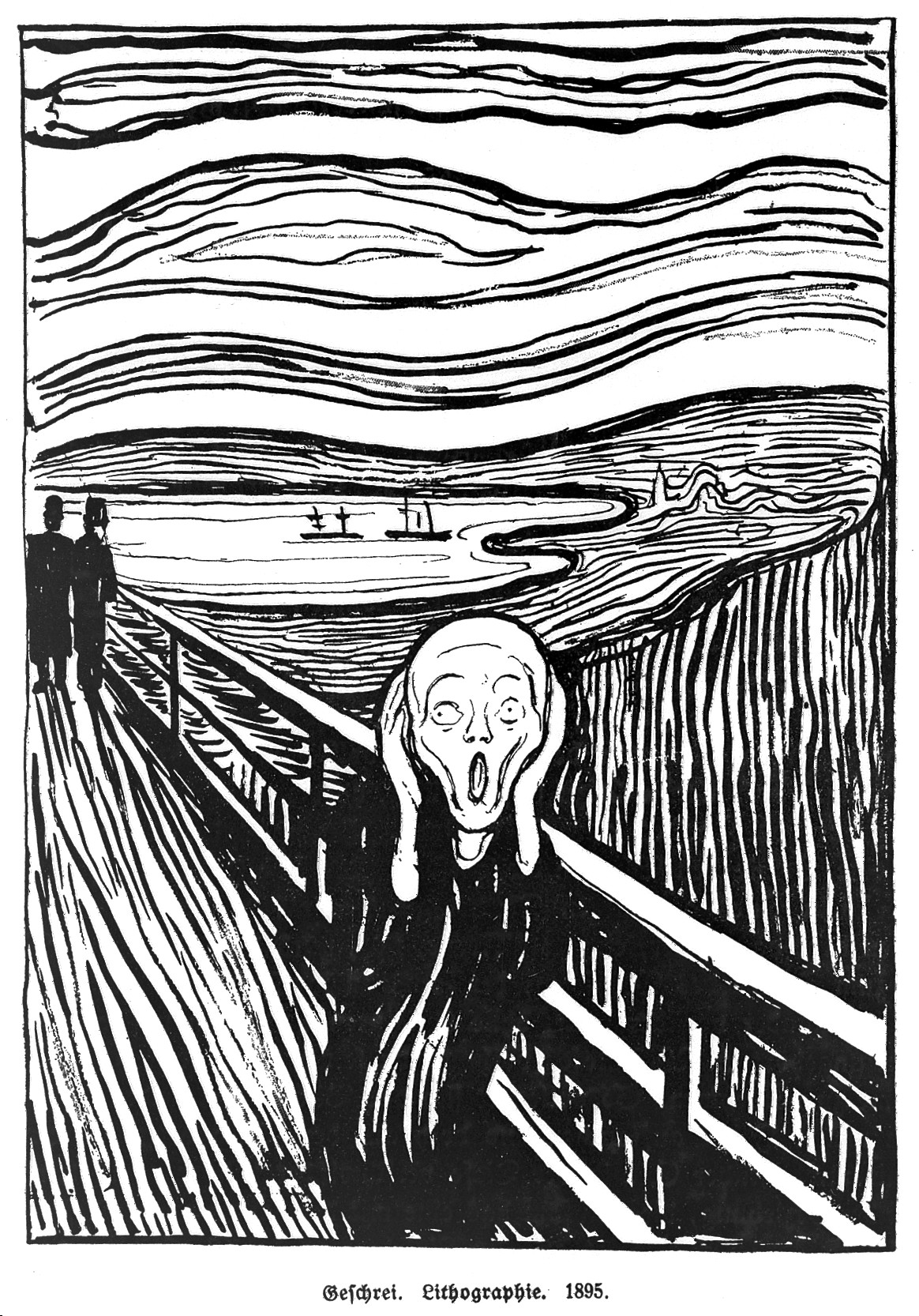
1895年石板印刷版，約45幅，其中有幾幅得孟克上色
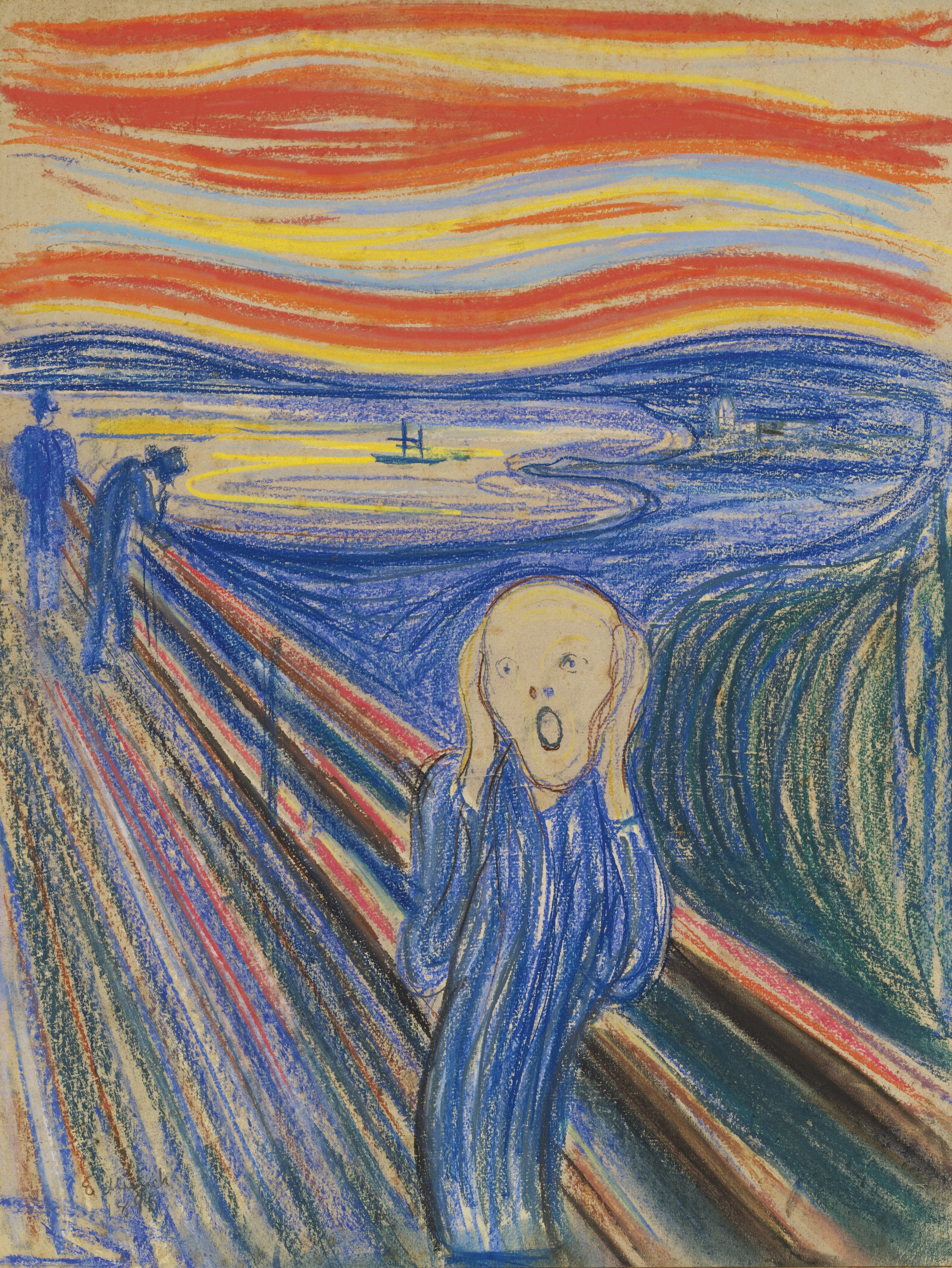
1895年粉彩版，2012年由蘇富比拍賣，屬美國商人里昂·布萊克私人收藏
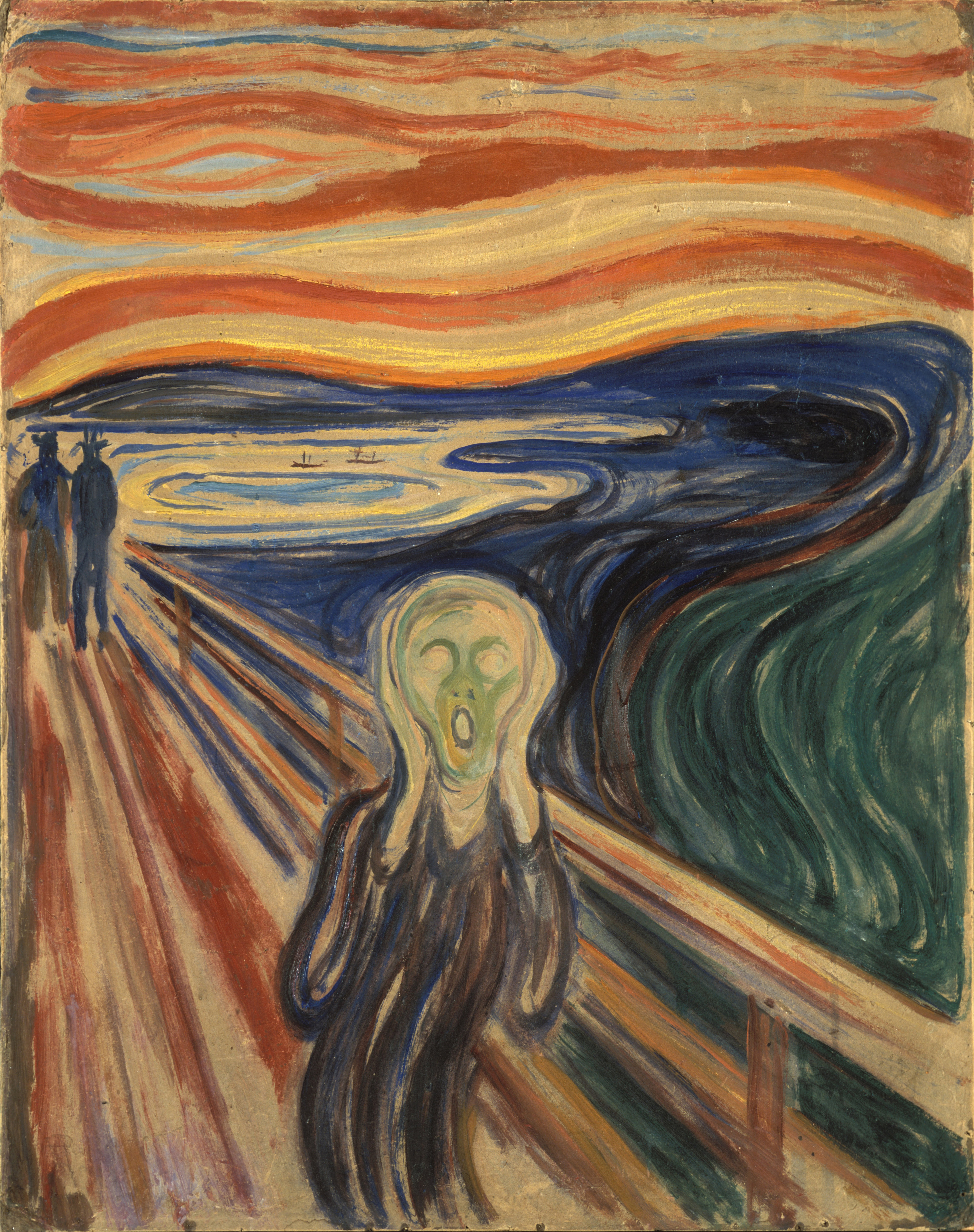
1910年蛋彩版，奧斯陸孟克博物館收藏

## 所有权
2012年5月，彼得·奧爾森的收藏版本在紐約蘇富比作为第20件拍品登场，它曾短暫保持過藝術作品拍賣成交價格最高紀錄，經12分鐘競拍後，它最終在紐約蘇富比拍賣行以將近1.2億美元（7,500萬英鎊）的天價成交，加上佣金为價119,922,500美元。買家是美國金融家利昂·布萊克（Leon Black），他現在將這幅作品租借給紐約新畫廊的「孟克與表現主義展」（Munch and Expressionism）進行展出。之前的拍卖价格纪录是毕加索1.06亿的《裸体、绿叶和半身像》。

## 影響
孟克影響的不只是表現主義畫家，法蘭西斯·培根《尖叫的教宗》（Howling Pope）系列作品也受到了《吶喊》的啟發。1984年，安迪·沃荷也創作了一系列絲網印刷作品，用奪人眼球的明亮色彩重新詮釋了《吶喊》。
《吶喊》還是翠西·艾敏最喜歡的「歷史」繪畫：1998年，她甚至專門拍攝了一部影片。在片中，她來到了挪威的一個峽灣，在那裏呼喊了整整1分鐘時間，鏡頭則始終落在水面上。塞爾維亞行為藝術家瑪莉娜·阿布拉莫維奇也說服奧斯陸的居民一起在公共場合尖叫，以此紀念孟克。英國畫家彼得·多伊格（Peter Doig）在1998年創作了《回聲湖》（Echo Lake），裏面有一個幽靈般的警察像孟克《吶喊》裏的主人公一樣抓住自己的頭。